# Білялов Февзі
Февзі Муждабаєвич Білялов (крим. Fevzi Mujdaba oğlu Bilâlov, Февзи Муждаба огълу Билялов; 18 серпня 1932, за документами 30 грудня 1936 у місті Севастополі — 8 серпня 1999 в місті Євпаторії) — кримськотатарський співак, заслужений артист Узбекистану (1974), народний артист Узбекистану (1989), народний артист України (1993).

## Життєпис
З 1957 — соліст-вокаліст у складі кримськотатарського ансамблю «Хайтарма».
Закінчив Ташкентський державний інститут театрального мистецтва.
У 1970—1978, 1989—1993 — художній керівник ансамблю «Хайтарма». У 1987 створив при ансамблі групу «Ефсане».
В ансамблі Февзі Білялов пропрацював 43 роки. У 1992 разом з ансамблем переїхав до Криму.
У 1997 створив фольклорну групу «Хансарай».
Найвідоміші пісні: «Дертлі к'авал», «Порт-Артур», «Байдарава йоллари», «Азбаримда бадем терек».